# Dinamarca nos Jogos Olímpicos de Inverno de 2018
A Dinamarca participou dos Jogos Olímpicos de Inverno de 2018, realizados na cidade de Pyeongchang, na Coreia do Sul.
O país fez sua décima quarta aparição em Olimpíadas de Inverno, sendo que participa regularmente desde os Jogos de 1988, em Calgary. Sua delegação foi composta de 17 atletas que competiram em cinco esportes.

## Desempenho

### Curling
| Atleta                                                                        | Evento    | Primeira fase | Primeira fase | Play-off               | Semifinal              | Final                  | Pos.        |
| Atleta                                                                        | Evento    | Adversário e resultado | Pos.          | Adversário e resultado | Adversário e resultado | Adversário e resultado | Pos.        |
| ----------------------------------------------------------------------------- | --------- | --- | ------------- | ---------------------- | ---------------------- | ---------------------- | ----------- |
| Madeleine Dupont Denise Dupont Julie Høgh Mathilde Halse Lina Knudsen         | Feminino  | SWE Suécia D 3–9 JPN Japão D 5–8 CAN Canadá V 9–8 GBR Grã-Bretanha D 6–7 CHN China D 7–10 USA Estados Unidos D 6–7 OAR Atletas Olímpicos da Rússia D 7–8 SUI Suíça D 4–6 KOR Coreia do Sul D 3–9 | 10º           |                        | Não avançou            | Não avançou            | Não avançou |
| Rasmus Stjerne Johnny Frederiksen Mikkel Poulsen Oliver Dupont Morten Thomsen | Masculino | SWE Suécia D 5–9 SUI Suíça D 7–9 ITA Itália V 5–4 USA Estados Unidos D 5–9 NOR Noruega D 8–10 KOR Coreia do Sul V 9–8 GBR Grã-Bretanha D 6–7 JPN Japão D 4–6 CAN Canadá D 3–8                    | 10º           | Não avançou            | Não avançou            | Não avançou            | Não avançou |

### Esqui alpino
Masculino
| Atleta               | Evento         | Descida 1 | Descida 2 | Total   | Pos. |
| -------------------- | -------------- | --------- | --------- | ------- | ---- |
| Christoffer Faarup   | Combinado      | 1:21.08   | 54.13     | 2:15.21 | 30º  |
| Christoffer Faarup   | Downhill       |           |           | 1:44.48 | 36º  |
| Christoffer Faarup   | Super-G        |           |           | 1:27.81 | 32º  |
| Casper Dyrbye Næsted | Slalom         | DNF       | DNF       | DNF     | DNF  |
| Casper Dyrbye Næsted | Slalom gigante | 1:20.33   | 1:18.01   | 2:38.34 | 60º  |

### Esqui cross-country
Masculino
| Atleta        | Evento         | Final     | Final |
| Atleta        | Evento         | Tempo     | Pos.  |
| ------------- | -------------- | --------- | ----- |
| Martin Møller | 15 km livre    | 39:35.4   | 90º   |
| Martin Møller | 50 km clássico | 2:36:10.8 | 60º   |

### Esqui estilo livre
Feminino
| Atleta              | Evento   | Qualificatória | Qualificatória | Qualificatória | Final       | Final       | Final       | Final       |
| Atleta              | Evento   | Descida 1      | Descida 2      | Pos.           | Descida 1   | Descida 2   | Descida 3   | Pos.        |
| ------------------- | -------- | -------------- | -------------- | -------------- | ----------- | ----------- | ----------- | ----------- |
| Laila Friis-Salling | Halfpipe | 45.00          | 11.80          | 23º            | Não avançou | Não avançou | Não avançou | Não avançou |

### Patinação de velocidade
Feminino
| Atleta             | Evento           | Semifinal | Semifinal | Semifinal | Final       | Final       | Final       |
| Atleta             | Evento           | Pontos    | Tempo     | Pos.      | Pontos      | Tempo       | Pos.        |
| ------------------ | ---------------- | --------- | --------- | --------- | ----------- | ----------- | ----------- |
| Elena Møller Rigas | Largada coletiva | 0         | 8:54.39   | 9º        | Não avançou | Não avançou | Não avançou |

Masculino
| Atleta             | Evento           | Semifinal | Semifinal | Semifinal | Final  | Final   | Final |
| Atleta             | Evento           | Pontos    | Tempo     | Pos.      | Pontos | Tempo   | Pos.  |
| ------------------ | ---------------- | --------- | --------- | --------- | ------ | ------- | ----- |
| Stefan Due Schmidt | Largada coletiva | 40        | 7:55.22   | 2º        | 0      | 7:47.53 | 13º   |
| Viktor Hald Thorup | Largada coletiva | 5         | 8:34.06   | 4º        | 8      | 7:57.10 | 5º    |

Legenda
| Recorde mundial      | Recorde mundial (World record)               |                       | Recorde africano                      | Recorde africano (African) |                                           | Q | Classificado por posição (Qualified) |
| Recorde olímpico     | Recorde olímpico (Olympic record)            | Recorde da América    | Recorde da América (Americas)         | q                          | Classificado por melhor tempo (Qualified) |   |                                      |
| Melhor marca do ano  | Melhor marca do ano (World leading)          | Recorde asiático      | Recorde asiático (Asian)              | DNS                        | Não largou (Did not start)                |   |                                      |
| Recorde nacional     | Recorde nacional (National record)           | Recorde europeu       | Recorde europeu (European)            | DNF                        | Não terminou (Did not finish)             |   |                                      |
| Recorde pessoal      | Recorde pessoal do atleta (Personal best)    | Recorde da Oceania    | Recorde da Oceania (Oceania)          | DSQ / DQ                   | Desclassificado (Disqualified)            |   |                                      |
| Recorde da temporada | Recorde da temporada do atleta (Season best) | Recorde sul-americano | Recorde sul-americano (South America) | NM                         | Sem marca (No mark)                       |   |                                      |